# 伊勢原 (伊勢原市)
伊勢原（いせはら）は、神奈川県伊勢原市の町名。現行行政地名は伊勢原一丁目から伊勢原四丁目。伊勢原四丁目の一部を除き住居表示実施済み。面積は64.27ha。

## 地理
小田急電鉄伊勢原駅の駅敷地の一部及び北側の市街地及び住宅地にあたる。一部には農地も残る。北から東にかけて田中、東で池端及び沼目の複数の飛地、南で桜台、南西で東大竹、西で板戸とそれぞれ接する。
地域の北西に伊勢原大神宮があり、これが伊勢原地区もとより伊勢原市の名称の由来である。

### 地価
住宅地の地価は、2023年（令和5年）1月1日の公示地価によれば、伊勢原4-8-7の地点で14万8000円/m2となっている。

## 世帯数と人口
2023年（令和5年）9月1日現在（伊勢崎市発表）の世帯数と人口は以下の通りである。
| 丁目         | 世帯数 | 人口    |
| ------------ | ------ | ------- |
| 伊勢原一丁目 |        | 997人   |
| 伊勢原二丁目 |        | 875人   |
| 伊勢原三丁目 |        | 1,565人 |
| 伊勢原四丁目 |        | 1,614人 |
| 計           |        | 5,051人 |

### 人口の変遷
国勢調査による人口の推移。
| 年                 | 人口  |
| ------------------ | ----- |
| 1995年（平成7年）  | 5,500 |
| 2000年（平成12年） | 5,540 |
| 2005年（平成17年） | 5,619 |
| 2010年（平成22年） | 5,620 |
| 2015年（平成27年） | 5,411 |
| 2020年（令和2年）  | 5,441 |

### 世帯数の変遷
国勢調査による世帯数の推移。
| 年                 | 世帯数 |
| ------------------ | ------ |
| 1995年（平成7年）  | 2,389  |
| 2000年（平成12年） | 2,503  |
| 2005年（平成17年） | 2,643  |
| 2010年（平成22年） | 2,719  |
| 2015年（平成27年） | 2,730  |
| 2020年（令和2年）  | 2,971  |

## 学区
市立小・中学校に通う場合、学区は以下の通りとなる（2016年12月時点）。
| 丁目         | 番地 | 小学校                 | 中学校               |
| ------------ | ---- | ---------------------- | -------------------- |
| 伊勢原一丁目 | 全域 | 伊勢原市立伊勢原小学校 | 伊勢原市立中沢中学校 |
| 伊勢原二丁目 | 全域 | 伊勢原市立伊勢原小学校 | 伊勢原市立中沢中学校 |
| 伊勢原三丁目 | 全域 | 伊勢原市立伊勢原小学校 | 伊勢原市立中沢中学校 |
| 伊勢原四丁目 | 全域 | 伊勢原市立伊勢原小学校 | 伊勢原市立中沢中学校 |

## 事業所
2021年（令和3年）現在の経済センサス調査による事業所数と従業員数は以下の通りである。
| 丁目         | 事業所数  | 従業員数 |
| ------------ | --------- | -------- |
| 伊勢原一丁目 | 183事業所 | 1,039人  |
| 伊勢原二丁目 | 107事業所 | 1,160人  |
| 伊勢原三丁目 | 100事業所 | 590人    |
| 伊勢原四丁目 | 34事業所  | 359人    |
| 計           | 424事業所 | 3,148人  |

### 事業者数の変遷
経済センサスによる事業所数の推移。
| 年                 | 事業者数 |
| ------------------ | -------- |
| 2016年（平成28年） | 448      |
| 2021年（令和3年）  | 424      |

### 従業員数の変遷
経済センサスによる従業員数の推移。
| 年                 | 従業員数 |
| ------------------ | -------- |
| 2016年（平成28年） | 2,979    |
| 2021年（令和3年）  | 3,148    |

## 交通

### 鉄道
- 小田急小田原線 - 地内南辺を走り伊勢原駅が設置されている。

### 道路
- 国道246号
- 神奈川県道44号伊勢原藤沢線
- 神奈川県道61号平塚伊勢原線

## 施設
- 伊勢原市立武道館
- 伊勢原市消防本部
- 伊勢原本町郵便局
- 伊勢原北コミュニティセンター
- 池端三地区自治会館
- 伊勢原市立伊勢原小学校
- 伊勢原幼稚園
- 伊勢原市立中央保育園
- 大福寺
- 十二柱神社

## その他

### 日本郵便
- 郵便番号 : 259-1131[3]（集配局 : 伊勢原郵便局[15]）。